# Leptodontiella apiculata
Leptodontiella apiculata là một loài Rêu trong họ Pottiaceae. Loài này được (R.H. Zander) R.H. Zander & E.H. Hegew. mô tả khoa học đầu tiên năm 1976.